# علم الثورة العربية
علم الثورة العربية الكبرى أو علم مملكة الحجاز علم تبناه معظم القوميين العرب. كان بعض الشباب المنتمي إلى المنتدى الأدبي العربي الذي تأسس في الأستانة قد صمم راية تمثل القومية العربية عام 1909 تتألف من أربعة ألوان: الأبيض والأسود والأخضر والأحمر. في البداية كانت الراية تتكون من ثلاثة أجزاء الثلث الأعلى أسود والثلث الأسفل أبيض والثلث الأوسط أخضر ومثلثين حمراوين في كل جانب ونقشوا بيت الشعر التالي لصفي الدين الحلي على الراية:

## بداية اعتماد العلم
في آذار من العام 1914 وفي مركز جمعية العربية الفتاة في مكاتب جريدة المفيد في بيروت أثناء اجتماع الجمعية اتخذ قرار اعتماد الراية السابقة الذكر كعلم للجمعية وذلك لجمع هذه الراية لألوان الرايات التي رفعها العرب قديما، (الأسود: الدولة العباسية) (الأخضر: الدولة الأموية في الأندلس) (الأبيض: الدولة الأموية)، أما المثلث الأحمر فيشير إلى الثورة والتحرر. تبنت مملكة الحجاز الراية، التي تم اعتمادها رسميا كعلم للثورة بعد إزالة أبيات الشعر وأحد المثلثين الأحمرين، وقد نشر القرار في جريدة القبلة في مكة يوم 9 شعبان 1335 هـ ويصادف الذكرى الأولى لقيام الثورة.
ونشرت جريدة «القبلة» بيانا رسميا لرفع وبداية استعمال العلم العربي ذي الألوان الأربعة ابتداء من (9 شعبان 1335\10 يونيو 1917) وهو يوم الذكرى السنوية الأولى للثورة. وقال البيان أن العلم الجديد يتألف من مثلث أحمر اللون تلتصق به ثلاثة ألوان أفقية متوازية هي الأسود في الأعلى متبوعا بالأخضر في الوسط والأبيض في الأسفل، وفي نفس اليوم تم اعتمادة ليصبح علماً لمملكة الحجاز الهاشمية.

## الدولة العربية الموحدة
أعلن شريف مكة الحسين بن علي الثورة ضد الأتراك باسم العرب جميعا. وكانت مبادئ الثورة العربية قد وضعت بالاتفاق ما بين الحسين بن علي وقادة الجمعيات العربية في سوريا والعراق في ميثاق قومي عربي غايته استقلال العرب وإنشاء دولة عربية موحدة قوية، وقد وعدت الحكومة البريطانية العرب من خلال مراسلات الحسين – مكماهون (1915) بالاعتراف باستقلال العرب مقابل إشراكهم في الحرب إلى جانب الحلفاء ضد الأتراك.

## الدول العربية
بعد نشوء الدول العربية المختلفة، اعتمدت العديد منها ألوانا مشتقة من ألوان العلم العربي، لكن العلم لا زال يستعمل أحيانا للدلالة على الوحدة العربية.